# Kedar

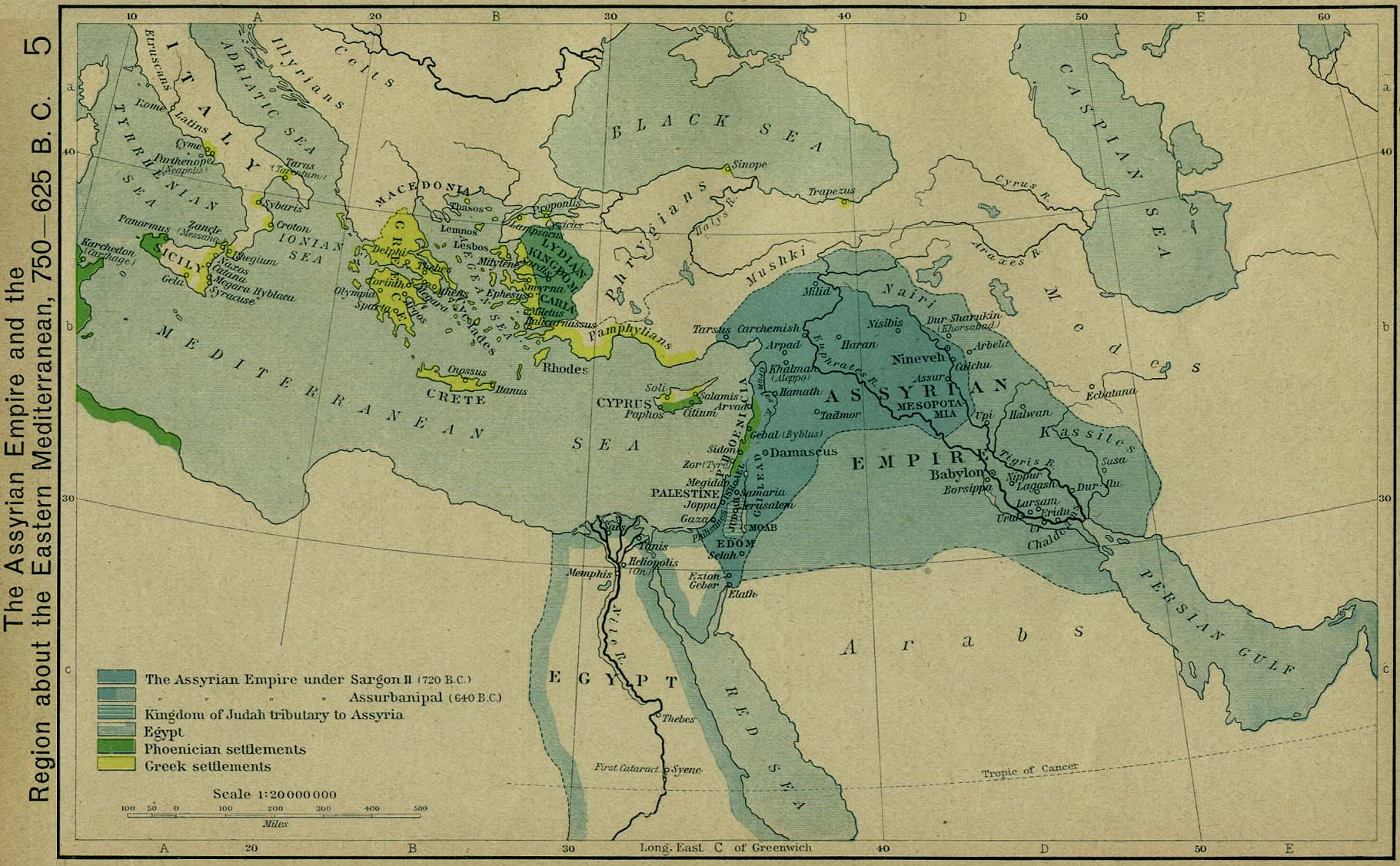
Een kaart van het Assyrische Rijk en de regio over de oostelijke Middellandse Zee, 750 tot 625 voor Christus van William R. Shepherd 's "Historische Atlas" (1911) - Vroege Kedareense heersers staan vermeld in 8e en 7e eeuw v. Chr Akkadisch spijkerschrift inscripties als vazallen van het Assyrische rijk

Kedar of Qedar was een grotendeels nomadische, Arabische tribale confederatie. Het is omschreven als "de meest georganiseerde van de Noord-Arabische stammen", op het hoogtepunt van haar macht in de 6e eeuw vóór Christus toen het een groot gebied tussen de Perzische Golf en de Sinaï controleerde.
De Bijbelse traditie houdt vast dat de Kedarieten zijn vernoemd naar Kedar, de tweede zoon van Ismaël, genoemd in de Bijbelse boeken Genesis (25:13), 1 Kronieken (1:29), Jesaja (21:16-17, 42:11, 60:7), Jeremia (2:10, 49:28-33) en Ezechiël (27:21) waar er ook regelmatig verwijzingen naar Kedar zijn als een stam. De vroegste buiten-Bijbelse inscripties ontdekt door archeologen vermelden dat de Kedarieten van het Neo-Assyrische Rijk zouden zijn. Er zijn ook Aramese en Oud-Zuid-Arabische inscripties herinnerend aan de Kedarieten die nog kort in de geschriften van de klassieke Griekse en Romeinse historici voorkwamen, zoals Herodotus, Plinius de Oudere en Diodorus. De Assyrische inscripties van de 8e eeuw v.Chr. laten zien dat de Kedarieten in het gebied ten oosten van de westelijke grens van Babylon leefden. 
Het is onduidelijk wanneer de Kedarieten zijn opgehouden te bestaan als een apart gedefinieerde confederatie. Als bondgenoten van de Nabateeërs is het waarschijnlijk dat ze werden ondergebracht in de staat van de Nabateeërs rond de 2e eeuw na Christus. Arabische genealogiegeleerden beschouwen over het algemeen Ismaël als een voorouderlijke voorvader van het Arabische volk, en wijzen op het groot belang in hun geschiedenis van zijn eerste twee zonen (Nebajoth en Kedar), met de genealogie van Mohammed afwisselend aan een of de andere zoon, afhankelijk van de geleerde. Algemeen gezien houdt de islamitische traditie het erop dat de Kedarieten al heel lang in en rondom Mekka leefden, van waaruit de Adnanieten voortkwamen.